# 中倫毛鼻鯰
中倫毛鼻鯰，為輻鰭魚綱鯰形目毛鼻鯰科的其中一種。被IUCN列為次級保育類動物，分布於南美洲智利Chungara湖流域，體長可達12公分。

## 扩展阅读
維基物種上的相關：中倫毛鼻鯰